# Estação Kirovskii Zavod
Kirovskii Zavod (em russo:  Ки́ровский заво́д) é uma das estações da linha Kirovsko-Vyborgskaia (Linha 1) do metro de São Petersburgo, na Rússia. A estação «Kirovskii Zavod» está localizada entre as estações «Narvskaia» (ao norte) e «Avtovo» (ao sul).